# 夏良心
夏良心（1539年—1605年），字宗堯，號仁寰，直隸廣德州（今安徽省广德县）人，軍籍，明朝政治人物。

## 生平
隆慶元年（1567年）丁卯科應天府鄉試第四十九名，隆慶五年（1571年）辛未科二甲五十四名進士。兵部觀政，授刑部主事，告改南京兵部，丁憂歸。萬曆六年（1578年）复除刑部，历升刑部员外郎，萬曆十年（1582年）四月升湖广佥事，十四年正月升山西右参议，十五年十月转浙江水利道副使，十八年晋浙江参政，二十一年正月升山东按察使，二十二年二月升河南右布政使，二十三年遷江西左布政，二十六年七月官至都察院右副都御史、巡抚江西，三十二年加兵部右侍郎銜，三十三年二月卒於任，贈兵部尚書，賜建褒德祠。

## 事跡
曾官刻《本草纲目》。

## 家族
曾祖父夏禎；祖父夏松；父夏熊，壽官。嫡母宗氏；生母劉氏。具庆下。兄良材（监生）、良能（监生）。弟良器（县主簿）、良傅（监生）。